# Тратау
Трата́у, или Тората́у (баш. Торатау — «крепость-гора»), или Шиха́н — шихан, гора-одиночка в Ишимбайском районе Башкортостана, символ города Ишимбая и Ишимбайского района, запечатлённый на гербе и флаге города и района. Памятник археологии, подлежащий охране как памятник государственного значения, с 1960 года, памятник природы с 1965 года, уникальный геологический объект, включённый в Список геологического наследия всемирного значения «GEOSITES». Входит в состав геопарка «Торатау».
Один из цепочки трёх шиханов в окрестностях города Ишимбая наряду с Куштау и Юрактау, а также ныне не существующим Шахтау, которые выбраны в шорт-лист проекта «Семь чудес России» (как Шиханы).
Гора Торатау является местом посещения парапланеристов. 3 июля 1999 года Виктор Фёдоров, стартовав с Шихана, установил неофициальный рекорд России в полёте на параплане на открытую дальность — 143 км.

## Этимология
Согласно распространённой версии, название Торатау происходит от башкирского Торатау — «тора» — «крепость, городок», и «тау» — «гора».
По мнению члена-корреспондента РАН Р. Г. Кузеева, название горы прозрачно этимологизируется с булгарского языка как Бог-гора или Гора-святилище.
По альтернативной версии, Тратау означает «Гора Высшего закона».

## Физико-географическая характеристика
Высота — около 275 метров над уровнем реки Белой, 280 метров относительно фоновой поверхности, абсолютная высота над уровнем моря — 406 метров.
В верхней части западного и юго-западного склонов Торатау имеются несколько небольших пещер. У подножья — озеро Тугар-Салган. В основании горы Торатау расположен солёный источник, который связан с галогенно-сульфатным карстом массива горы Торатау.
Как и остальные шиханы, Торатау — фрагмент рифов Палеоуральского океана (285—299 млн лет назад) — сложен биогермными известняками с многочисленными мшанками, кораллами, брахиоподами, наутилоидеями, палеоаплезинами, фораминиферами и тубифитесами.

## Флора
Флора Торатау включает 404 вида сосудистых растений, что составляет почти четверть от общего числа видов флоры Башкортостана.
Гора Торатау богата и эндемиками — видами, которые имеют ограниченный ареал. Здесь выявлен 21 эндемичный вид: гвоздика иглолистная (Dianthus acicularis), клаусия агидельская (Clausia agydeliensis), мытник уральский (Pedicularis uralensis) и др. Самый узколокальный эндемик — бедренец разрезаннолистный (Pimpinella tomyophilla), в мире он встречается только на горе Торатау.
На Торатау произрастает 15 редких и нуждающихся в охране видов растений, занесённых в Красную книгу Республики Башкортостан, 8 из них также включены в Красную книгу Российской Федерации. Особенно большая концентрация «краснокнижных» видов наблюдается в каменистой степи в верхней части склонов.

## Фауна
На Тратау выявлено 120 видов представителей животного мира из 97 родов и 52 семейств. Обитают кузнечики, бабочки (аполлон, мотылёк парусный, сенница обыкновенная и др.), суслик рыжеватый и др.
Одних только поедающих растения жуков-фитофагов из отряда жесткокрылых (Coleoptera) обнаружено 340 видов. Некоторые из них реликтовые, которые связаны с определёнными группами растений.
На Торатау обнаружены редкие виды из Красных книг Российской Федерации и Республики Башкортостан — такие как альпийский усач (Rosalia alpina), необыкновенный шмель (Bombus paradoxus), степная дыбка (Saga pedo), обыкновенный богомол (Mantis religiosa) и обыкновенная медянка (Coronella austriaca). Также встречается 22 вида, подлежащих строгой охране, и 37 видов, подлежащих охране по Конвенции об охране дикой фауны и флоры и природных сред обитания в Европе (Бернская конвенция 1979 года). Около шихана Торатау обитает большая популяция суслика большого или рыжеватого.

## Памятник природы Гора Торатау
25-26 февраля 1960 г. Башкирский республиканский совет Всероссийского общества охраны природы совместно с Башкирским филиалом АН СССР провели первую научную конференцию по состоянию и задачам охраны природы в Башкирии. В принятой резолюции конференции был поднят вопрос об объявлении гор Торатау и Юрак-Тау памятниками природы республиканского значения.
Гора Торатау является комплексным памятником природы республиканского значения. Памятник природы «Гора Торатау» образован постановлением Совета Министров Башкирской АССР от 17.08.1965 № 465 «Об охране памятников природы Башкирской АССР». Расположен в полутора километрах к северо-востоку от села Урман-Бишкадак. Памятник представляет собой конусовидную гору-останец, сложенную органогенными известняками рифового происхождения.
Режим охраны Торатау установлен Положением о памятниках природы в Республике Башкортостан, утверждённым постановлением Кабинета Министров Республики Башкортостан от 26 февраля 1999 года № 48, постановлением Правительства Республики Башкортостан от 19 марта 2014 года № 110 «О памятниках природы республиканского значения», постановлением Правительства Республики Башкортостан от 11 апреля 2018 года № 163 «О внесении изменений в постановление Совета Министров БАССР от 17 августа 1965 года № 465 „Об охране памятников природы Башкирской АССР“». Постановлением Правительства Республики Башкортостан от 11 апреля 2018 года № 163 для памятника природы, в соответствии с его особенностями, утверждён индивидуальный режим особой охраны, в части ограничений и запретов. Вышеуказанное постановление Правительства Республики Башкортостан прошло соответствующие процедуры, в том числе независимую антикоррупционную экспертизу и получило положительное заключение государственной экологической экспертизы, согласовано с Министерством природных ресурсов и экологии Российской Федерации.
В соответствии со статьёй 3 Федерального закона от 10.01.2002 № 7-ФЗ «Об охране окружающей среды», одним из основных принципов охраны окружающей среды является приоритет сохранения естественных экологических систем, природных ландшафтов и природных комплексов. Согласно Федеральному закону от 14 марта 1995 года № ЗЗ-ФЗ «Об особо охраняемых природных территориях», памятник природы «Гора Торатау» находится под охраной государства.
По законодательству Республики Башкортостан, к памятникам природы относятся уникальные, невосполнимые, ценные в экологическом, научном, культурном и эстетическом отношениях природные комплексы. По альтернативному мнению представителей Башкирской содовой компании А. А. Шатова и Е. А. Сафаргалеевой, стерлитамакские шиханы, в том числе Торатау, в экологическом, научном, культурном и эстетическом отношении ценности не представляют.
В соответствии с режимом охраны на горе Торатау запрещается геологоразведка (бурение, взрывные исследования и пр.), добыча горных пород, добыча окаменелостей, любое строительство (зданий, дорог, ЛЭП, антенн, горнолыжных трасс и пр.), охота, проведение массовых мероприятий (слётов, сабантуев, соревнований и пр.), сбор полезных растений, посадки леса, выпас скота, гербаризирование растений, коллекционирование насекомых, рубки главного пользования.

## Геологические исследования
Гора Торатау наряду с другими стерлитамакскими шиханами входит в Список геологического наследия всемирного значения «GEOSITES», который формируется и находится под эгидой Европейской ассоциации по сохранению геологического наследия ProGEO.
Гора также включена в информационно-поисковую систему «Уникальные геологические объекты России», созданную Всероссийским научно-исследовательским геологическим институтом имени А. П. Карпинского по заказу Федерального агентства по недропользованию.
С 4 по 11 июня 1989 года в городах Уфе — Стерлитамаке — Ишимбае состоялась седьмая палеоэколого-литологическая сессия «Пермские рифогенные образования Южного Урала». Сессия рекомендовала Госкомприроды СССР и РСФСР включить стерлитамакские шиханы Торатау, Юрактау и Куштау в список геологических памятников природы всесоюзного значения.
Шихан является частью системы нижнепермских рифовых массивов (поздний палеозой), прослеживаемой от Северного Ледовитого океана до Прикаспия вдоль всего Урала. Он сложен рифогенными известняками и состоит из окаменелостей различных представителей органического мира той эпохи. Возраст горы, установленный при помощи радиологических методов, составляет 285 млн лет. Особенность Торатау, как и других шиханов, в том, что эти окаменелости подняты на дневную поверхность в результате тектонических движений, на остальном же пространстве рифы покрыты более молодыми отложениями или плохо обнажены.
Этот факт предоставляет геологам возможность непосредственно в деталях изучать нижнепермские рифы, которые нигде более не представлены настолько эффектно и доступно для исследования. В связи с этим геологические разрезы Тратау, наряду с другими стерлитамакскими шиханами, отражены в Международной стратиграфической шкале и хорошо известны в мировой геологической литературе. Так, Тратау посетили участники XVII и XXVII сессий Международного геологического конгресса в 1937 году и 1984 г., гора стала также объектом экскурсии VIII Международного конгресса по стратиграфии и геологии карбона в 1975 г.
На склонах Тратау обнажён геологический разрез от верхнего карбона до артинского яруса нижней перми. Его основную часть составляют светло-серые массивные крепкие известняки шиханского (верхнего) горизонта ассельского яруса (обнажённая часть мощностью 80-100 м). Более молодые отложения сакмарского яруса (тастубские и стерлитамакские горизонты) находятся в привершинной части Шихана.
Рифообразующими организмами известняков были в основном известковые водоросли Tubifites и в меньшей степени одиночные кораллы, мшанки, а также разнообразные брахиоподы (более 150 видов). В артинском ярусе на некоторых участках западного склона обнаружен комплекс мшанок, характерный для нижнего (бурцевского) горизонта данного яруса.
Отложения верхнего горизонта (саргинского), выделяемые как верхнеартинские отложения, вскрыты канавами в ложбинах, прорезающих склоны горы. В этих породах обнаружены немногочисленные раковины пермских аммоноидей.

## Археологические исследования
Постановлением Совета Министров РСФСР № 1327 от 30 августа 1960 года памятник археологии «Городище „Тура-Тау“ и курган» включён в Список памятников археологии, подлежащих охране как памятники государственного значения.
Памятник включён в Единый государственный реестр объектов культурного наследия (памятников истории и культуры) народов Российской Федерации под номером 021640414590006.
12 декабря 2017 г. издан Приказ Управления по государственной охране объектов культурного наследия Республики Башкортостан № 194 «Об утверждении предмета охраны, границ территории объекта культурного (археологического) наследия федерального значения „Городище Тура-Тау и курган“».
На горе Тратау на плоской вершине обнаружено городище эпохи железа. В шурфе и на поверхности земли обнаружено около 100 черепков, в том числе 10 с орнаментом. Черепки орнаментированы рядами круглых крупных ямок и косыми насечками. В основном черепки от тонкостенных сосудов. На юго-восточной, восточной и северо-восточной границах площадки вершины горы отмечены остатки рва, современной глубиной от 10 до 40 сантиметров. На севере, юге и западе площадки ров теряется.
Считается археологическим памятником 1‑й пол. 1‑го тыс. н. э., VIII—IX, XIII—XIV вв. Проводились исследования в 1951 г. В. П. Викторовым, в 2000 г. А. Л. Сметаниным. Относится к святилищам. Найденная керамика представляет собой фрагменты сосудов имендяшевского типа (орнаментированы насечками по венчику, с примесью песка в тесте), кара-якуповской и чияликской культуры (украшены оттисками шнура по венчику, с примесью раковины в тесте). Среди находок — амулет из клыка медведя, бронзовая накладка, бубенчик, серебряная бусина, глиняная пряслица, костяные проколки; кости животных. Материалы памятника хранятся в Стерлитамакском музее.

## История
Гора Тратау тесно связана с историей Башкортостана средних веков и имеет историческую ценность.
В шежере башкир племён Бурзян, Кыпсак, Усерган и Тамьян говорится:

На реке Белой гора Тура-тау известна. Это место его (Турахана) ставки. Он был самовластным ханом башкирского народа.

В комментариях к шежере Р. Г. Кузеев сообщает, что

о Тура-хане и Тура-тау (гора Тура), которая находится всего в нескольких километрах восточнее Стерлитамака, существуют десятки исторических сказаний и легенд. Предания рассказывают, что Тура-хану подчинялась вся южная и центральная Башкирия (племена Кыпсак, Бурзян, Юрматы, Усерган, Тамьян, Мин и др.) Ставка Тура-хана была, согласно преданию, на неприступной горе, которая до настоящего времени называется Тура-тау.

Одна из легенд приводится в Энциклопедическом словаре Брокгауза и Ефрона (1902 г.):

По преданию, Тура-хан откочевал со своею ордою после столкновения с царём Кучумом на берега р. Белой и остановился около места, где теперь г. Уфа. После покорения Казани и с появлением русских войск он двинулся на Ю. и остановился в 2½ вер. от гор. Стерлитамака, где до настоящего времени гора носит название Тура-Тау.

В 30-х гг. XVIII в. В. Н. Татищевым в башкирском селении Сибирской дороги была обнаружена копия старинной рукописной книги, переписанная Мустафой
Кутлумухаметовым, в которой среди ханских ставок упоминается 

«Туратавское устье до самого Алмалы Аты — Чахана-хана жилище, сиречь гора имеетца в вотчине Юрматынских башкирцов, где впала Селеук река в Белую реку».
В летописи Нурмухамеда, сына Ахмедзяна, перевод которой был издан в 1937 году, и которая скорее всего является частью до сих пор не опубликованного сочинения на персидском языке «Фарханг-наме», сообщается:

…На р. Белой есть Торатау кунгратского хана…
Краевед М. В Лосиевский опубликовал шежере племени Юрматы, в ней говорилось, что калмыки часто нападали на башкир и однажды у горы Тратау, башкиры нанесли им сокрушительное поражение и убили тысяча калмыков. В память об этом событии озеро возле этой горы стали называть «Мен калмык». Это событие произошло в 1640 года. Озеро назвали так, потому-что все трупы калмыцких воинов, башкиры покидали в это озеро, так и произошло название «Мен калмык» (Тысяча калмыков).
Тратау упоминается в «Топографии Оренбургской губернии» Петра Рычкова (1762 г.):

Тура-Тау, Кош-Тау, Юрак-Тау, три высокие горы на Белой реке по течению её с правой стороны в Юрматынской волости, одна от другой версты по три или по четыре. На первой имеется земляная крепость, где по сказанию башкирцев живал некоторый нагайский хан, почему она и называется Тура. Ибо «тура» по нагайскому наречию значит земляной городок, или вал

Посетивший в 1768 году Тратау адъюнкт Императорской академии Иван Лепёхин писал:

«В одиннадцати верстах от Стерлитамакской пристани, по нагорному берегу реки Белой видна последняя из высочайших гор близ Оренбургской дороги в Уфу, Тура Тау (Городковая гора) прозываемая. Башкирцы к горе сей имеют особливое почтение и почитают её за освящённое место. В старину, по их сказкам, жительствовал на ней Нагайский Хан со своим семейством, а после служила она прибежищем богобоязливым и уединённым мусульманам, которых они угодниками называют».

В первом «Географическом лексиконе» верейского воеводы Ф.Полунина (1773 г.) говорится:

Туратау, гора в Оренбургской губернии, лежит при реке Белой, по течению ея с правой стороны, в Юрматынской Башкирской волости. На оной есть земляная крепость, где по сказанию башкирцев живал некоторой Нагайской Хан, от чего она и прозвана, по тому что Тура на татарском языке значит город, или какое ни есть укрепление, или непременное жилище.

На карте Уфимского наместничества 1792 г. Шихан обозначен как «гора Тура».
Издатель журнала «Сибирский вестник» Григорий Спасский в письме, опубликованном в 1824 году, рекомендовал издателю журнала «Отечественные записки» П. П. Свиньину посетить Шихан:

Побывайте на горе Тура-тау, близ Стерлитаматской крепости; посетите в ней Ханскую пещеру; взгляните на большой курган, называемой Кизляр-тау; послушайте рассказы о сих предметах Башкирцев. Не оставьте также и их самих без замечания: это один из просвещеннейших кочевых народов; сообщите нам хорошие образцы их песен и сказок, имеющих оттенки Поэм Ариостовых и сохраняющих многие Исторические предания.

Краевед Руф Игнатьев отметил в 1870 г., что

Стерлитамакского уезда, в 3 верстах от г. Стерлитамака, на юго-западе, близ р. Белой и горы (Юрской формации) Тура-тао, видны остатки вала, называемого Ногайским. Разсказывают, что этим валом обнесено было становище самого хана, который оставил это место, когда известился о победах В. К. Ивана III над Казанью; испуганный страшною вестию, он бежал за Кубань. Остатки вала, обозначающие стан Ногайского хана при горе Тура-тао, состоят из чернозёмной насыпи с примесью речного песку и мелкого речного камня. Вал расположен четырёхугольником, где каждый угол имеет 34 сажени; с севера и востока насыпи есть пустые пространства, служившие входом; высота вала от осыпа конечно не равномерная, именно от ½ до 2½ аршин.
Есть предание, что хан, собираясь уйти отсюда, скрыл свои сокровища в пещере в горе Тура-тао. В этой горе, на возвышении 30 саженей, есть природная пещера, одна из многих в горах по берегам р. Белой. Вход в неё свободен, но далее проникнуть невозможно, так как камни осыпались и заградили протяжение пещеры, идущей по-видимому на восток от входа.
Камни (белый плитняк) так велики, что нужно много труда, чтобы очистить от них пещеру. О попытках кладоискателей здесь даже не слышно.

В конце XIX века фольклорист С. Г. Рыбаков наблюдал Тратау с вершины горы Масим (около 88 км по прямой).

… Мы могли различать на западе хребты Уфимской губ. и среди них далёкую и славную своей высотой гору Тура-тау, близ гор. Стерлитамака…
Русский писатель Сергей Минцлов в 1911 году писал:

По сведениям, полученным мною от башкир, в Ильчик Темировской волости, близ деревни Караягановой, в местности Тротау, находится над р. Белой курган, в котором похоронен киргизский владыка Тхохан. На том месте, по преданиям, стояла кочёвка его, и там же творились суд и расправа.

С 1948 по 1955 г. у подножия Тратау находился спецлагерь под литерой 0016.
. С юго-западной стороны шихана сохранились три остова бараков. Заключённые добывали известняк на горе Тратау.

## Религия и верования
По данным российского этнографа С. И. Руденко, башкиры почитали гору Тратау как священное место. По мнению исследователей, гора Тратау была древним святилищем, сакральным местом. На вершине горы-святилища Тратау археологи и этнографы фиксируют следы обрядовых действий.
Гора Тратау включена в кадастр культовых памятников горно-лесного Урала. Памятник считается святилищем, существовавшим непрерывно с конца I тыс. н. э. по настоящее время.
Иван Лепёхин в 1768 году отмечал, что 

Башкирцы к горе сей имеют особливое почтение и почитают её за освящённое место. В старину, по их сказкам, жительствовал на ней Нагайский Хан со своим семейством, а после служила она прибежищем богобоязливым и уединённым мусульманам, которых они угодниками называют.

Восхождение на гору было табуировано:

Никто из них на сию гору с нами идти не хотел, отговариваяся разными обетами, которыми они горе должны, и которые ещё не исполнены: ибо без исполнения обетов влазить на гору никто не может, разве кто похочет сам себе быть злодеем
Башкиры приводили Лепёхину примеры, что может случиться с теми, кто неуважительно относится к священной горе. Так, один из местных жителей,

презирая сие священное место, и в возмездие башкирскому заблуждению на горе напакостил. Но сия попытка даром ему не прошла: ибо весь его род в короткое время вымер. Мор начался с его сына, который умирая видел разных хищных зверей сходящих с горы и готовящихся терзать его тело и всего семейства. Другой, гоняясь за лисицею без всякого обета, и в посмеяние забравшийся на гору, растерзан был медведем
Местные башкиры, «особливо те, которые за знатоков между ими почитаются», объясняли Ивану Лепёхину такое почтительное отношение к горе тем, что в «книге Чингыз», то есть «Кысса-и Чингиз-хан» («Чингиз-наме»), «много о сей горе написано». Один из вариантов этого сказания был опубликован в 1822 году адъюнктом восточной словесности Казанского университета Ибрагимом Хальфиным, который заимствовал его из старинной рукописи. В 1835 году в журнале «Сын Отечества» В. И. Даль опубликовал перевод сказания. В нём говорится, что матерью Дуюн-Баяна, предка Чингиз-хана, была Гулямалик-Курекле, которая забеременела от солнечного луча. Узнав об этом, родители посадили её близ горы Тратау в золотую лодку и пустили вниз по течению реки.
Тюрколог Абдулкадир Инан считал упоминание горы Тратау в тексте «Чингиз-наме» одним из доводов в пользу того, что это произведение было создано в центральной Башкирии.
По информации жителей окрестных деревень, существовала традиция совершать коллективный обход горы в целях исполнения желаний.

«Во время войны поднимались каждую пятницу на гору и молили о победе. Тот, кто совершал по совету стариков круговое хождение семь раз вокруг горы, все вернулись живыми»

Бесплодные женщины просили у горы ребёнка. На горе произносили благопожелания мира и счастья. У местных жителей сохранились предания о том, что на горе Тратау и её отрогах похоронены святые провидцы и религиозные служители, в память которых совершались паломничества к могилам и коллективные моления. Тратау и сейчас является местом паломничества, на одном из её склонов установлена плита с надписью, сообщающей о нахождении на горе могилы аулия.
По рассказам старожилов, местные жители в прежние времена в дни больших праздников поднимались на вершину горы.
В книге «Хребет России» писателя Алексея Иванова шихан Тратау назван «священной горой». Для части жителей Башкирии гора Тратау наряду с другими шиханами — национальный символ, как Арарат для армян или Фудзияма для японцев.
По результатам анкетирования, проведённого ульяновским исследователем А.Идиатулловым, гора Тратау вошла в список объектов, почитаемых башкирами ПФО и сопредельных территорий как священные, опередив, в частности, горы Ауш-тау, Нарыс-тау, мавзолей Тура-хана, кешене Хусейн-бека, мечеть Ляля-Тюльпан.
24 июля 2016 г. на вершине горы Тратау епископ Салаватский и Кумертаусский Николай совершил литургию. Сводный хор епархии исполнил богослужебные песнопения..
В Географическо-статистическом словаре Российской Империи (1885) шихану посвящена отдельная статья «Тура-тау», в которой отмечается:

У Башкир сохранились о горе легенды, и самая гора почитается священною
По утверждению заместителя генерального директора Башкирской содовой компании Марины Бортовой, проведённое Башкирской содовой компанией исследование не подтвердило сакрального значения Шихана:

Что касается сакрального значения, мы искали этому подтверждение, проверили все энциклопедии советского и дореволюционного периода, посмотрели учебники, изучили сказания, сказки, народный эпос, в том числе на башкирском и татарском языке — всё было это проверено, и мы не нашли упоминания Тратау нигде.

## Шихан Тратау в культуре

### В фольклоре
Гора Тратау упоминается в башкирском народном творчестве.
В сказании «Айтыш Акмурза-сэсэна и Кубагуш-сэсэна» упоминается хан Каракулумбет, который проводил лето на Деме, зимовал на Тратау.
В эпосе «Идукай и Мурадым» говорится, что поколение отца Идукая — Кутлу «на Шихане растило коней».
В эпосе «Акбузат» упоминается батыр Тамьян из Туры (то есть Тратау).
Гора Тратау упоминается также в эпосе «Идель и Яик».
В стихотворном родословии «Баит Киньякая» говорится:

В старину жил Тура-хан -

В стороне своей тархан,

На горе его сардак (резиденция)

Там его был зимний стан,

Славен всюду был тот хан …

Расторопной была жена.

Было трое у них сыновей,

Трое могучих богатырей;

Каждый — как батыр-арслан:

Ишей, Салих и Карайган.

В предании «Поле, обагрённое кровью», говорится:

Когда-то на вершине горы Торатау обосновался монгольский хан. Земля там солнце не видела — его заслонил ханский шатёр. Много мук изведал народ, много горестей испытал. В конце концов, терпение истощилось — он восстал. Особенно кровопролитными были у подножья Торатау два сражения, трава краснела и стала влажной от пролитой крови.
С тех пор то поле стали называть Канъяткан — Поле, обагрённое кровью.

В книге «Дворцы под землёй» С. Д. Лялицкой (1939 г.) приводится предание о дочери жестокого хана красавице Диафет, которую отец заключил в пещеру на горе Тратау за то, что она хотела сбежать с пленным русским воином. По легенде, вход в пещеру охранял гигантский удав.

### В литературе

#### Прозаические произведения
- Рим Ахмедов «Слово о реках, озёрах и травах». Уфа, Башкирское книжное издательство, 1988[81]
- Булат Рафиков «Ахырызаман көткәндә» (1993; «В ожидании конца света», 1996)[82]
- Амир Сайфуллин «Одинокий странник» (роман)[83]
- Амир Аминев «Бер кәмәлә» («В одной лодке») (повесть)[84]
- Галим Хисамов «Өн һәм һан» («Звук и число») (роман)[85]

#### Поэмы
- Равиль Бикбаев «Жажду, дайте воды»[86]
- Кадим Аралбай «Торатау»[87]

#### Стихотворения
- Якуб Кулмый «Меня Тура-тау встречает…»[88], «Торатауға» (Торатау)[89]
- Булат Рафиков «Торатау»[90]
- Тамара Искандерия «Торатау»[91]
- Ирек Киньябулатов «Торатау итәгендә» (У подножия Торатау)[92], «Мәңге торһон өсөн Торатау» (Чтобы вечно стоял Тратау)[93]
- Рашит Шакур «Тауҙар тауы — Торатау» (Гора гор — Тратау)[94]
- Хасан Назар «Торатау»[95]
- Салават Абузаров «Ҡоролтайға көйлө хитап» (Послание в стихах Курултаю)[96]
- Аниса Тагирова «Торатау»[97]
- Афтахетдинов, Ахмадин Сухаметдинович «Торатау»
- Раиля Кулмурзина «Йәшәһен Торатау!» (Пусть живёт Тратау!)[98]

#### Пьесы
- Ралиф Киньябаев «А Торатау и ныне там»[99]

### В музыке

#### Песни
- «Мой Торатау»[100], музыка Талгата Шарипова, слова Якуба Кулмыя
- «Торатау» Группа «Глумилино»

### В изобразительном искусстве
С 16 по 22 августа 2013 года состоялся арт-проект «Сохраним шиханы Торатау и Юрактау». В художественном симпозиуме «Сотворение-4, шиханы» (организатор — МСИ РБ им. Н. Латфуллина) у подножия шиханов и в картинной галерее Стерлитамака участвовали 20 художников. Они написали 40 полотен и 30 этюдов. Заслуженный художник РБ Василь Ханнанов написал «портрет» Тратау на огромном холсте, расстеленном на земле перед Шиханом.

## Мнения об эстетической ценности Тратау
В. В. Зефиров писал о красоте Шихана:

Задолго до поездки, я многое множество раз слыхал от одного из своих приятелей бесконечные рассказы о горе Шихан, находящейся близ Стерлитамака, которую он, по особенной настроенности духа, к превыспренним восторгам, превозносил чуть не до небес…
И действительно, было чем полюбоваться. По мере приближения нашего к городу, эта страшная туча мало — по малу меняет свой вид и наконец переходит в огромную одинокую гору которая постепенно принимает на себя все оттенки синего и зелёного цветов, от самой густой, почти чёрной, синевы громовой тучи до нежного оттенка цветущей зелени. То является она покрытая этой отрадной зелёною оболочкой, то выставляет свои обнажѐнные белые скалы, между которыми разбросаны там и сям засохшие кустарники. Между тем шире и свободнее расстилается степь, и среди её, окружённый четырьмя другими горами, гордо красуется Шихан, как вечный, несокрушимый страж золотоносного Урала, тёмной синевой рисующегося на дальнем горизонте…

…Нельзя было не остановиться на подошве горы и не полюбоваться отсюда её дикою красотою. Ровно стелется во все стороны степная равнина, покрытая всею роскошью нашей северной растительности. Среди её стоят отдельно друг от друга пять гор, но одна лишь повелевает всем пространством; смиренно отделились от неё другие; ей одной предоставили они всю славу степной красоты.
В то же время представители Башкирской содовой компании А. А. Шатов и Е. А. Сафаргалеева считают, что стерлитамакские шиханы, в том числе Тратау, в эстетическом отношении ценности не представляют.

## Угроза разработки Тратау
Президент Республики Башкортостан Рустэм Хамитов 10 октября 2010 года сделал такую запись в своём блоге:

«…Тратау, Иремель, наши знаменитые горы. По „Соде“ нет простого решения в части сырья. Но и разработка Тратау — не выход. Надо искать альтернативные варианты. Пока пытаются меня убедить в том, что Тратау — единственный и неизбежный вариант поставки известняка. Я не согласен, хотя бы потому, что не видел расчётов. Одни эмоции. Мне нужно сопоставление вариантов. Так что остаюсь при своём мнении. Тратау — не трогать!»

«7. Поручение по поиску альтернативных вариантов обеспечения „Соды“ сырьём мною дано соответствующим министерствам. Задача, Тратау — не трогать, искать другие варианты».

28 октября 2010 года «Комсомольская правда в Уфе» провела круглый стол по сохранению горы.

— Сырья, добываемого на месте Шахтау, хватит на шесть лет. За это время надо найти оптимальный вариант дальнейшего снабжения ОАО «Сода» сырьём, — сказал заместитель Премьер-министра Правительства РБ Юрий Пустовгаров. — На территории республики мы уже наметили порядка пяти источников. Сейчас рассчитывается наиболее выгодный вариант.
— Тратау — уникальная гора, по своему геологическому строению она единственная в мире, — сказал министр природопользования и экологии РБ Идел Шаяхметов. — На территории природного памятника обитают 25 видов растений, занесённых в Красную книгу.
— На самом деле будущее Шиханов всё ещё остаётся открытым. Есть прецеденты, когда статус особо охраняемых объектов то давали, то снимали. И в данном случае общественности необходимо пристально следить за действиями ОАО «Сода», правительства и местных властей. А в будущем, если вопрос о Шиханах возникнет снова, он должен решаться только путём общественных слушаний — и никак иначе, — заявил председатель Союза экологов Башкирии Александр Веселов.
— Комсомольская правда в Уфе
В 2011 году компания «Башкирская химия» обратилась в Правительство России с просьбой снять с шиханов Тратау и Юрак-Тау статус памятника природы и выдать разрешение на их разработку..
Однако это привело к протестам населения, публикациям против разработки шиханов, организации митингов.
Комплексное социологическое исследование в сентябре-октябре 2015 г. показало довольно высокую степень психологической включённости жителей республики в вопрос разработки Тратау: к этой теме в Уфе проявили заинтересованность 62 % опрошенных, в районах проблемной зоны — 71 %.
Подавляющее большинство участников массового опроса выразили негативное отношение к перспективе промышленной разработки Тратау: в Уфе с этим полностью или скорее не согласны 67 %, а в проблемной зоне — 69 %. Основным аргументом против разработки Шихана, по результатам опроса, является прежде всего сохранение памятника природы и культуры, который связан с историческими (национальными, этнокультурными) традициями населения данного региона.
Опрос экспертов в рамках исследования показал, что в целом экспертное сообщество выступает за поиск компромисса в целях решения сложившейся ситуации, поиск альтернативных источников сырья и сохранение Тратау как памятника природы и культуры, уникального объекта науки и всенародного достояния.
В конце апреля — начале мая 2018 г. Всероссийский центр изучения общественного мнения (ВЦИОМ) провёл социологическое исследование, посвящённое проблеме промышленной разработки горы Тратау в Уфе и в городах, расположенных рядом с проблемной зоной. 25 % опрошенного населения региона и 45 % жителей расположенных рядом муниципалитетов полагает, что Тратау — это уникальная достопримечательность Башкирии. 36 % участников опроса считают, что Тратау имеет не только природную, но и историческую ценность, а среди жителей проблемной зоны этот показатель составляет 50 %. 65 % респондентов одобряет протестные акции, направленные на сохранение Тратау. При этом 35 % опрошенных выразили готовность при необходимости лично участвовать в акциях протеста против разработки шихана.
В 2018 году Министр промышленности и торговли России Денис Мантуров призывал передать известняковые шиханы (природные памятники регионального значения) Башкирской содовой компании..

### Мнения за сохранение Тратау
За сохранение Тратау высказались:
- Бывший Глава Республики Башкортостан Рустэм Хамитов.[110]
- Секретарь Общественной палаты России Валерий Фадеев[111]
- Руководитель Башкирского регионального отделения Русского географического общества Камиль Зиганшин[112]
- Заместитель председателя Комитета Государственного Собрания — Курултая Республики Башкортостан по аграрным вопросам, экологии и природопользованию, лидер регионального отделения политической партии «Альянс зелёных и социал-демократов» Руфина Шагапова[113]
- Руководитель Общероссийской экологической политической партии «Альянс зелёных» Александр Закондырин[114]
- Председатель партии «Справедливая Россия» Сергей Миронов[115]
- Председатель Партии ветеранов России Ильдар Резяпов[116]

### Мнения за разработку Тратау
За разработку Тратау высказались:
- Министр промышленности и торговли России Денис Мантуров[109]
- Президент Российского союза химиков Виктор Иванов[117]
- Председатель Партии ветеранов России Ильдар Резяпов[118][119]

12 декабря 2018 г. врио Главы Башкортостана Радий Хабиров подписал Указ о создании геопарка «Торатау». Цель создания парка — сохранения геологического, биологического и историко-культурного наследия республики, а также развития туризма и местного предпринимательства. В 2020 году геопарк «Торатау» планирует подать заявку и номинационное досье для вступления в Глобальную сеть геопарков ЮНЕСКО (GGN).

## В честь горы названы
- Деревня Шихан в Ишимбайском районе Башкортостана
- Газета г. Ишимбая и Ишимбайского района «Торатау» (на башкирском языке)
- Детский ансамбль народного танца «Торатау» (г. Стерлитамак)
- ГБУ РБ «Конгресс-холл Торатау»
- Геопарк «Торатау»